# Isola Haig-Thomas
L'isola Haig-Thomas è un'isola disabitata del territorio di Nunavut, in Canada.

## Geografia
L'isola fa parte del gruppo delle Sverdrup, che a loro volta rientrano fra le isole Regina Elisabetta, nella regione di Qikiqtaaluk. Si trova nel sound di Massey, fra l'isola Amund Ringnes e l'isola di Axel Heiberg.

## Storia
Nel 1938 una cartografia dell'isola fu tracciata dall'ornitologo britannico David Haig-Thomas, a cui l'isola deve il suo nome.